# Sisymbrium capense
Sisymbrium capense är en korsblommig växtart som beskrevs av Carl Peter Thunberg. Sisymbrium capense ingår i släktet gatsenaper, och familjen korsblommiga växter. Inga underarter finns listade i Catalogue of Life.